# Mazandaran

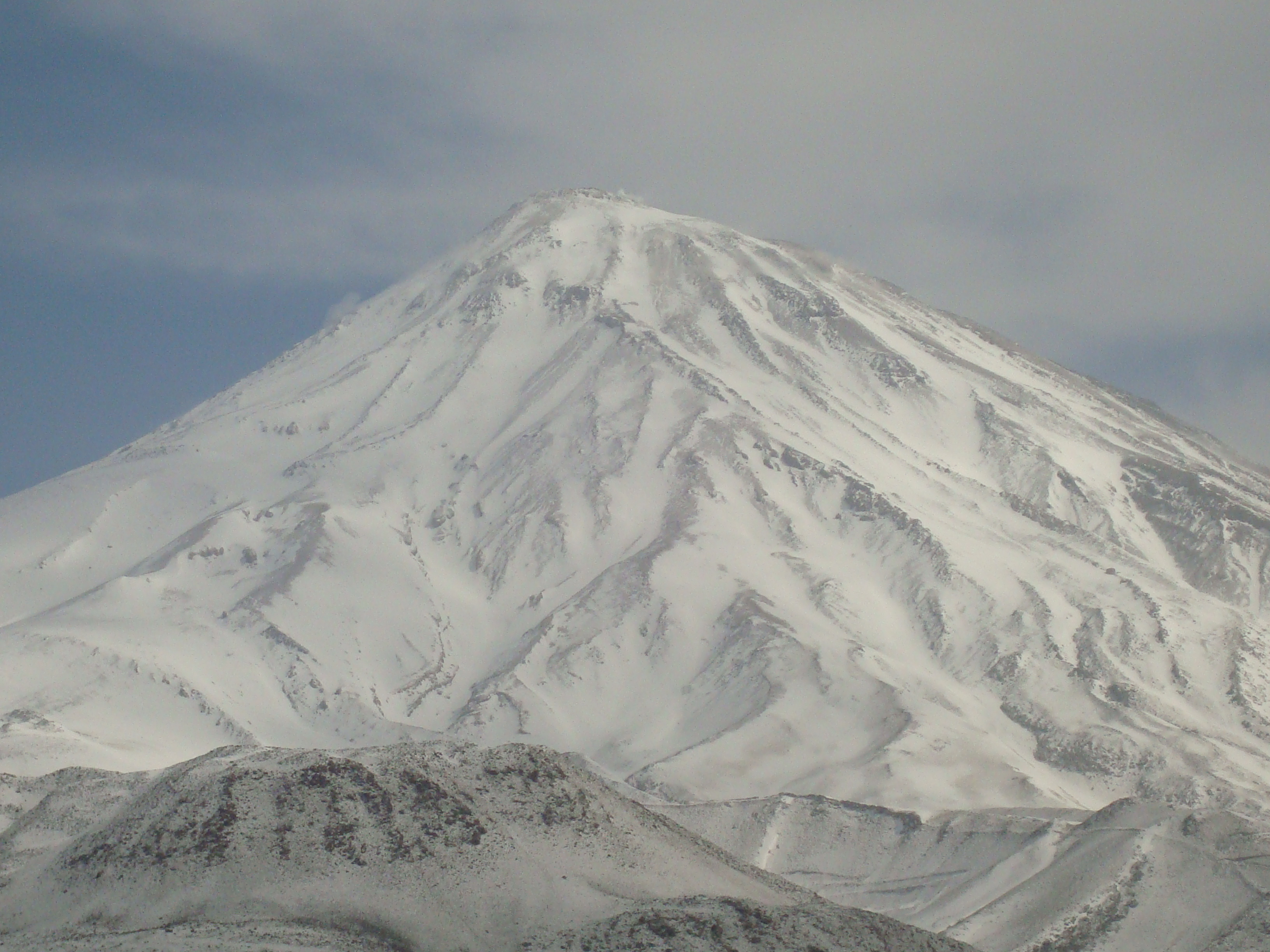
Damavand, Mazandaran

Mazandaran (en mazanderani: مازرون Māzerūn; en persa: مازندران; en rus: Мазендеран; antigament Tabaristan o Tapúria, del persa: Taparistan; en grec antic: Hyrcania, catalanitzat Hircània, derivat del nom local Vergana o Vehrkana ('país dels Llops'), en persa: Gorgan) és una província de l'Iran situada al nord del país i al sud de la mar Càspia, i limita a l'est amb la província de Golestan (creada per segregació el 1998, antiga província d'Astarabad i històrica Gurgan), al sud-est amb la província de Semnan, al sud amb la província de Teheran, al sud-oest amb la província de Qazvín, i a l'oest amb la província de Gilan. L'antiga ciutat de Mazandaran era Amol (Amard).
Entre el segle VII i el XII hi va prevaldre el nom Tabaristam, versió àrab de Tapúria, però en realitat el Mazanderan (possible traducció: 'la porta de Mazan') hauria estat originàriament una part diferent del Tabaristan, i seria la regió a l'oest poblada de dew mazainians (mzadeites) i el Tabaristan la part oriental. El nom Mazanderan no apareix pràcticament en època antiga i desapareix per complet del segle VII al XI, quan els àrabs només esmenten Tabaristan; Mazanderan es va començar a utilitzar sota els seljúcides, quan el 1065 el "Mazanderan" fou donat en ikta a l'emir Inandj Bighu. Encara del segle xii al XIV es fa una distinció entre Tabaristan i Manzanderan, i el 1340 es diferencia clarament, quan s'esmenta que el primer està format pels districtes de Simnan, Damghan, Firuzkuh, Damavand, Firrim i les seves comarques; i el segon pels districtes de Djurdjan, Mirustak (no identificat), Astarabad, Amol, Rustamdar, Dehestan, Rughad i Siya-rustak (no identificat). Posteriorment, és el nom Tabaristan el que desapareix i tota la regió passa a ser el Mazanderan.

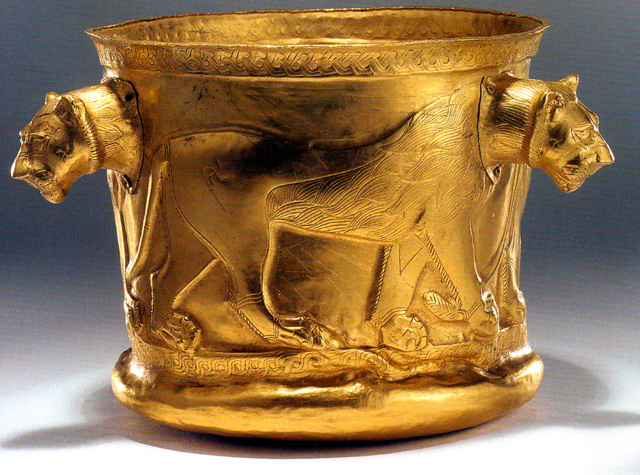
Copa d'or hircana del primer mil·lenni, trobada a Kalardasht, al Mazandaran

La capital n'és Sari. La superfície de la província és de 23.842 km² i la població al cens del 2006 de 2.922.432 habitants. Mazandaran està densament poblada. Econòmicament, gaudeix de reserves de petroli i gas natural. La província en la seva organització moderna es va fundar el 1937. L'orografia n'és variada i disposa de planes, prats, boscos i jungles; té platges a la vora de la mar Càspia i altes muntanyes a la serralada de l'Elburz, incloent-hi el mont Damavand.

## Història
L'ocupació humana hi està atestada des de fa 75.000 anys. i excavacions recents a Goher Tippe mostren que la zona fou urbanitzada fa més de 5.000 anys. La zona sempre va tenir un paper destacat en els esdeveniments històrics.
Els primers pobles coneguts foren els tapyres (tapurs o tapirs), que ocupaven segurament la muntanya al nord de Semman, i els amardes, que haurien donat nom a Amol. El regne d'Hircània a l'est tenia capital a Zadracarta (prop de Sari, localització exacta desconeguda) i fou vassall dels medes i dels aquemènides.
Els dos pobles foren derrotats per Alexandre el Gran. El rei Fraates I de Pàrtia (vers 181 aC a 173 aC) va traslladar als amardes a la regió després anomenada Khwar, a l'est de Waramin, al sud de l'Elburz, i el seu lloc fou ocupat pels tapirs, que van donar nom a tota la regió. Durant la dinastia de Gushnasp que regnava a l'inici de la dinastia sassànida (els seus ancestres ja governaven la zona des del temps d'Alexandre el Gran o almenys des del temps de l'Imperi part) es va introduir el cristianisme. El 418, es va crear el calendari tapurià. La dinastia de Gushnasp va governar fins al 528, quan fou eliminada pel rei sassànida Cobades I en el segon regnat (499-531). El govern de la regió fou donat al príncep Cobades, que va exercir el càrrec fins al 536. Llavors, el rei persa va nomenar el noble Sukhra, suposat descendent del ferrer Kāveh, vers 537.
A la seva mort, va dividir els territoris entre dos fills: Zarmhir i Karin, que van fundar dues branques (zarmhírides i karínides). Sota aquestes dinasties es va establir el zoroastrisme. A la caiguda de l'Imperi sassànida Isdigerdes III va fugir a Tapúria. El 645, el governador persa (ishpabadh) Gil Djamaspi, que ja era segurament el principal poder de la regió, va esdevenir poder sobirà a causa de la invasió musulmana; el zarmihrida Adar Velash de la branca sènior dels sobirans vassalls perses de la zona, va esdevenir també un poder independent o potser vassall de l'ishpabadh; Gil va escollir Amol com a capital el 647.
La dinastia de Gil fou coneguda com a Gawbara i es va dividir a la seva mort, vers 665, en dues branques fundades pels seus fills: la dabúyida i la baduspànida. En la primera, el quart sobirà, Farrukhan el Gran (Farrukhan I ibn Dabuya 712-728), va estendre el domini cap a l'est fins al que avui és el sud-oest de Turkmenistan. La dinastia dabúyida fou conquerida pels abbàssides el 759/760 (els masmughans de Dunbawand, que eren els seus vassalls, també ho foren al mateix temps), mentre que la dels baduspànides va conservar un poder local durant segles.
La dinastia dels zarmíhrides fou eliminada pels abbàssides el 785 i la dels karínides ho fou el 840.
Vers el 665 (data tradicional) els tapurs van elegir rei Baw, que va governar el Tabaristan oriental al mateix temps que els ishpabadhs dabúyides i baduspànides, que governaven la costa i la part occidental fins a Gilan, i els zarmíhrides i karínides governaven a les muntanyes del centre. Hi havia també alguns poders locals que van subsistir més o menys temps, dels quals cal destacar: els marzpans de Tomisha o Tamisha (desapareixen al segle ix), els djustànides de Daylam (eliminats el 1042); els marzpans de Laridjan (van existir fins a 1597); hi va haver cases locals de poca importància a Mantir (Barfurush), Lafur i en alguns altres llocs. Més modernament, cal esmentar com a senyors purament locals els Ruzafzun de Sawadkuh (1492-1517) i els Diw (segle xvi).

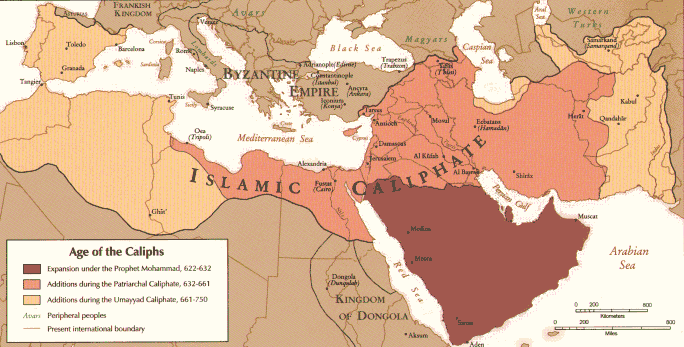
Mazandaran no va ser mai dominat pels omeies i només parcialment pels abbàssides

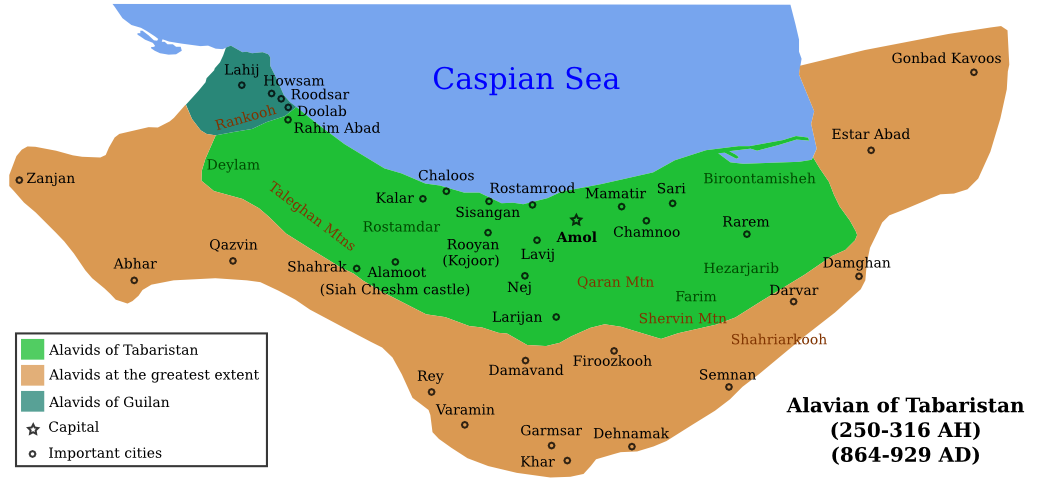
Mapa dels dominis alides del Mazanderan (864-929)

La dinastia dels bawàndides va donar origen a tres successives dinasties: la primera (665-1007) fou deposada per la conquesta del país pel ziyàrida Kabus ibn Wushmgir. La segona, anomenada ispahbadiya (pel títol) fou una continuació de la bawàndida, i va regnar del 1073 al 1210, quan el Mazanderan fou conquerit per Ala al-Din Muhammad xa de Coràsmia. La tercera, anomenada dinastia Kinkhwàrida, va iniciar el govern el 1237 fins al 1349. Posteriorment, es va imposar la dinastia dels afrasiyàbides (Kiya Čulab) a Amol, Talakan i Rustamdar, i la de dels Kiya Djalali a Sari.
Els baduspànides foren vassalls dels alides, buwàyhides i bawàndides, van ser deposats el 1190 i foren restaurats el 1209/1210. El 1453 es van dividir en dues branques: Banu Iskandar i Banu Kawus, que van subsistir fins a 1597 i 1598.

## Domini musulmà
El domini abbàssida parcial fou eliminat pels alides a partir del 864, quan es va revoltar el Ruyan i va proclamar al sayyid Hasan ibn Zayd descendent del califa Alí en sisena generació. Aquesta branca hasanita va regnar fins al 928 i una branca husaynita va regnar del 916 al 949.
Els ziyàrides van governar la zona, no sense enemics, entre 928 i 1077. Després fou administrada per un amir seljúcida de nom Inandj Bighu, que el va rebre en ikta (1065). Amb el debilitament del poder seljúcida, va créixer el dels poders locals bawàndides i baduspànides. El bawàndida Shah Ghazi Rustam I (1140-1163) va expandir el seu domini; Shah Ghazi Rustam II fou assassinat i el país va caure en mans del xa de Coràsmia (1210).

## Període mongol
El 1220, Mazanderan fou devastat pels mongols dirigits per Djebe o per Subotai (Subetei/Sübetey). A finals del 1220, Ala al-Din Muhammad xa de Coràsmia va morir de cansament en una illa de la costa de la mar Càspia. Durant uns anys, fou un corredor per al pas de tropes, però els mongols no hi van exercir domini directe i els kans Il-Khans van tenir la regió com un campament d'hivern (el Khurasan era per a les pastures d'estiu), i els poders locals es van mantenir (baduspànides i kinkhwàrides), o ressorgir com els alides coneguts com els sayyids marashis (tenint com a ancestre un descendent d'Ali en dotzena generació), que van regnar del 1358 a 1596. Els sayyids Murtadais van governar al Hazar Djarib del 1359 al 1597. Mazanderan formà part del virregnat d'Abu Said Bahadur Khan abans de la seva proclamació (1317). El 1318 el rebel Yasaur i el seu lloctinent Bagtüt van atacar el territori.

## Tamerlà
El 1370 quan Tamerlà va ocupar el poder suprem a Balkh, un ambaixador de Sayyid Ali el wali governant de Mazanderan, es va presentar amb un missatge del seu senyor; la genealogia de Sayyid Ali fou explicada resultant ser descendent del Profeta.
El 1383 Tamerlà va decidir anar a Gurgan i Mazanderan però l'expedició no es va fer fins al 1384. L'exèrcit va creuar el Jihun a Tirmidh i va establir el campament a Balkh on va romandre uns dies mentre la resta de l'exèrcit confluïa cap a aquesta ciutat. Fins a cent mil cavallers es van mobilitzar. Timur va fer una revista general i l'exèrcit va sortir cap al riu Murghab. Prop del riu es va unir a l'expedició la princesa Khan Zade, esposa ara de Miran Shah, que portava al petit príncep Khalil Sultan. Timur va enviar a Samarcanda a la princesa Sarai Mulk Khanum i les altres dames, quedant només amb ell Tuman Agha. Després van seguir per Burkei Tash cap a Sarakhs i d'allí a Abiward i després a Nasa. Allí va saber que Amir Wali havia fortificat la ciutadella de Durun on tenia una guarnició molt forta. L'avantguarda de Timur (manada per Mubashir Bahadur, Shaikh Ali Bahadur, Sevinjik Bahadur i altres) va topar amb la d'amir Wali a un lloc anomenat Giaukerch. Mubashir va resultar greument ferit en el combat, però tot i així va carregar i va encaminar la victòria. Timur li va concedir el syourgal (senyoria hereditària) de Giaukerch i Hurberi per gaudir de les rendes a perpetuïtat. Després es va assetjar Durun, que fou presa a l'assalt al cap d'uns dies. El governador i la guarnició foren executats. D'allí van passar a la comarca de Txilun i van creuar el riu Gurgan acampant a Chasuman. Prop d'alli es va produir un nou enfrontament entre les avantguardes; Hajji Mahmud Shah Yasauri fou ferit greu; Ak Timur i el seu fill Shaikh Timur van destacar en la lluita; les escaramusses van seguir durant 20 dies. El dia 21è Timur va passar el Pont del Dervix i amir Wali el va enfrontar amb el seu exèrcit però fou derrotat. Wali va poder fugir però molts dels seus van resultar morts o foren massacrats. Wali es va retirar a una fortalesa propera però a la nit, quan l'exèrcit de Timur estava acampat, va fer una sortida per sorpresa per atacar l'ala dreta que estava dirigida per Miran Shah; la guàrdia deixada per Timur ho va detectar i finalment els atacants foren posats en fuita i molts d'ells van morir en els pous trampa que el propi Wali havia manat preparar pels timúrides. Aleshores Wali es va retirar cap a la seva capital Astarabad, però Timur va ordenar marxar tota la nit i van arribar a la capital abans d'estar en situació de defensa; hi van entrar i van fer una matança general, incloent vells, dones i nens (novembre de 1384). Wali amb les seves dones i fills i una petita escorta va poder fugir cap a Damghan via Langatu i va deixar a la família a la fortalesa de Girdkuh, seguint ell cap a Rayy. Timur el va fer perseguir per Kodadad Husayni, Shaikh Ali Bahadur, Umar Abbas, Kumari Binak i altres que van estar a punt d'atrapar-lo a Rayy, però encara va poder seguir i va poder entrar als boscos del Rustamdar, regió muntanyosa i boscosa en part inaccessible on ja no el van poder seguir. Al tron de Gurgan i Astarabad Timur va establir al genguiskhànida Lukman Padshah (en nom del qual governava fins aleshores amir Wali), el que fou una mena de homenatge a la yasa (llei) de Genguis Kan. A finals del 1384 Timur va posar als sayyids maraixis de Mazanderan sota l'autoritat del kan de Gurgan i Astarabad, Lukman Padshah.
El 1386 Tamerlà va tornar i al arribar a Firuzkuh, el príncep Kayaf al-Din (fill d'un sayyid del Mazanderan) es va posar a les seves ordres per servir com a soldat.
El 1392 va finalitzar la conquesta del Mazanderan (incloent Rustamdar). Timur va cridar a anar a la cort al seu fill Shah Rukh i a diversos nets: Khalil Sultan (fill de Miran Shah), Rustem (fill d'Omar Shaikh) i Sultan Husayn (fill d'una filla de Timur i de l'amir Musa), la princesa Beghisi Sultan (filla de Miran Shah); i diverses esposes: Sarai Mulk Khanum, Tuman Agha i altres. Va fer construir en un lloc proper a la ciutat de Gurgan, en un punt anomenat Shasman, un palau magnífic. El govern de Sari fou donat a Jemshid Karin, nadiu de Kain al Kuhistan; els sayyids maraixi d'Amol van perdre el poder que fou concedit a Iskander-i Shaykhi que com a primera acció de govern va destruir la tomba de Mir-i Buzurg a Sari. El 14 de desembre de 1392 es va allotjar al Palau de Shasman que devia estar en construcció si es que no havia estat encarregat molt abans. Quan les dames van arribar Timur ja no hi era. Al cap de tres dies van seguir cap a Karshi i allí van trobar un missatge de l'emperador que les convocava a Shasman. Shah Rukh tenia un mal als ulls i no podia viatjar, així que les dames van fer trajectes molt curts per no deixar al príncep sol. Van passar el Jihun a Amuye el 9 de gener de 1393 i es van dirigir a Makhan on el mal d'ulls de Shah Rukh va parar. Van avançar amb rapidesa fins a Shilaun, on es van trobar amb Timur que havia sortit a rebrel's. D'allí es van dirigir tots a Shasman on van passar uns dies del hivern. Així doncs a Mazanderan va hivernar Tamerlà aquell any abans de sortir en campanya cap a Pèrsia
Mazanderan fou inclos en el virrgenat de Khurasan que primer fou per Miran Xah i quan a aquest se li va concedir el tron d'Hulagu (Takhi-i-Hulagu), fou per a Xah Rukh al qual fou concedit la primavera del 1397. Sistan i Mazanderan en formaven part com a dependències. Al final del segle xiv, s'esmenten governadors de Mazanderan nomenats pels sarbadàrides i després pels timúrides, però els prínceps locals no foren inquietats.
Timur va acampar el 1404 a la plana de Sari i va seguir cap al castell abandonat de Ghulkhendan, al peu de la muntanya Damawand, castell que Timur va ordenar que fos reconstruït. Després de passar per Damawand va arribar a Firuzkuh. El 29 de maig de 1404 va començar el setge de la ciutadella. Una de les torres estava construïda a la part baixa, tocant el riu, i des de allí obtenien l'aigua del riu; els assetjants van desviar el riu a la zona propera a la torre. Els assetjats, que estaven manats pel fill del rebel Iskandar-i Shaykhi, van oferir resistència però finalment es va produir l'assalt final i el fill d'Iskandar es va veure obligat a demanar quarter. Els delegats es van presentar a Timur i es van postrar i aparentment no foren executats. Timur va designar governador de la ciutadella a l'amir Zengi Tuni. En la persecució d'Iskandar-i Shaykhi va retrocedir cap a Larijan al peu de la muntanya Damawand, on es va allotjar al kioshk d'Arghun (construït pel ilkhan Arghun Khan) el 8 de juliol de 1404. El 10 de juliol va passar altre cop a Firuzkuh i va nomenar a Sulayman Shah governador de Rayy i Firuzkuh i les seves dependències

## Període timúrida
La revolta de l'amir Said Khoja el 1405 va tenir el suport del kan Pir Pirak de Gurgan i Mazanderan (vegeu Gurgan). El kan volia ser reconegut com a governador de Gurgan i sobirà de Mazanderan. El 8 de setembre entrava al Mazanderan i es presentava davant de Tenaseman, on governava Baiazet Jupan, servidor de Pirak. Xah Rukh va descartar l'atac a Tenaseman ja que la clau de la província era Astarabad, i es va dirigir allí. En una escaramussa a Feraskhaneh, algun alts oficials de Pirak foren fets presoners i executats. L'exèrcit khurasaní es va establir a un lloc de la plana d'Astarabad anomenat Siah-Bilav; l'exèrcit del kan, molt nombrós, estava fora de la ciutat i va iniciar l'atac: Pir Pirak al centre, Xams al-Din Utx Kara a l'esquerra i Said Khoja i els seus amirs a la dreta; per part de Xah Rukh a l'esquerra Yusuf Khalil, Jahan Malik i el príncep Muhammad Umar; al centre Ali Tarkhan i a la dreta Ulugh Beg i Xah Malik. La victòria fou per Xah Rukh. Pirak Padxah va fugir cap al desert fins a Coràsmia. Tot el Gurgan, Astarabad i el Mazanderan oriental van quedar en mans de Xah Rukh. Said Khoja i alguns dels seus van fugir a Siraz; Xams al-Din Utx Kara i Said Huixham (fill de la filla de Said Khoja) es van sotmetre a la clemència del sobirà que els va perdonar. Tots els càrrecs de Said Khoja foren conferits a Jahan Malik. Sayyid Izz al-Din Hazarjeribí va enviar regals a Xah Rukh. Tot el Mazanderan es va sotmetre i la khutba es va llegir en nom de Xah Rukh i es va encunyar moneda amb el seu nom i rostre. El gran sadr (alta figura religiosa) Mawlana Jalal al-Din Luft Allah Sadr fou enviat a Sari on va negociar amb el governador de la província Razi al-Din Said Murtaza un tractat pel qual mai desobeiria les ordres de Xah Rukh. Mawlana Sadr al-Din Ibrahim Sadr fou enviat a Hazarjerib que va oferir la completa submissió.
Xah Rukh va donar el govern de Mazanderan al príncep Muhammad Umar, incloent Gurgan, Dihistan, Kumis (Damghan) i Astarabad (octubre de 1406) (100). Xah Rukh va decidir anar a Balkh davant la revolta de Pir Ali Taz Sulduz i quan s'estava preparant va rebre la noticia de la rebel·lió de Muhammad Umar, el seu nebot governador de Mazanderan i Gurgan. Bayan Kutxin dominava la fortalesa de Xahriyar i va trair al seu senyor Abu Bakr: va oferir els seus serveis a Muhammad Umar i es va comprometre a conquerir l'Iraq Ajamita si li enviava tropes. Abu Bakr va saber de les negociacions i va deixar a Xirin Beg al càrrec de Kazwin i va marxar contra Xahriyar on va assetjar a Bayan (que va acabar executat).
Muhammad Umar era generós amb els seus havia aconseguit reunir al seu entorn un import nucli de suport; va fer una incursió a Rayy on va agafar nombrosos mongols del quarter d'Abu Bakr, que va enrolar a la força i amb totes aquestes forces va concebre el projecte de conquerir Khurasan; havia estat informat de les discrepàncies entre l'amir Xah Malik i Xah Rukh i va decidir actuar i ràpidament va envair Khurasan (primavera de 1407). Xah Malik estava a Tus i va comunicar la invasió a Xah Rukh. Aquest va sortir d'Herat el 6 d'abril de 1407 i es va dirigir al campament de Badghis a Kizil Ribat on se li va unir Midrab Bahadur. En aquell moment va arribar la princesa Khan Zade que portava amb ella al jove príncep Muhammad Juki, cinquè fill de Xah Rukh, el que fou considerat un bon presagi. Els va reenviar a Herat i va marxar cap a Jam i es va trobar amb les forces de Muhammad Umar a Berduyah. Pràcticament no hi va haver batalla ja que la columna central d'Umar, manada per Jeke Tawaji, es va passar a Xah Rukh i la resta de l'exèrcit es va desbandar (26 d'abril de 1407).
La tardor del 1407 Pirak Padxah, ex kan de Mazanderan i Gurgan, havia reunit les seves tropes i estava assetjant Astarabad on eren kutwals Jamxid Karen i Xams al-Din Ali, que estaven en posició difícil. Xah Rukh va sortir cap al Mazanderan. El 29 de novembre de 1407 va arribar a Ischebertu i es van distribuir les destinacions de cada cos de tropes: Xah Rukh aniria per Jam i Mashad; Hasan Jandar, Firuz Xah i altres amirs anirien per Zawah i Mahoulat. A arribar a Tarak van saber que part de les tropes de Pirak l'havien abandonat. Després van anar arribant contingents de Badghis, Merv, Sarakhs, Makhan. Abu Muslim, fill d'Utx Kara, va arribar del Mazanderan i va confirmar que Pirak Padxah havia fugit altre cop però ara al Rustumdar. El seguici reial es va dirigir a Astarabad que ja estava lliure de perill. Astarabad fou fortificada i Abu-l Laith fou nomenat kutwal; la fortalesa d'Ischemasan fou reconstruïda i en fou nomenat kutwal Xaikh Sultan. El kixlak de hivern fou establert al Mazanderan i el sayyid Izz al-Din Hezarjeribí va anar a residir a aquest kixlak temporalment i va rebre en feu (syourgal) el territori de Damghan. L'administració del Mazanderan passava a dependre del príncep Ulugh Beg i els funcionaris actuarien com a delegats seus. Va llicenciar a les tropes i va tornar al Khurasan entrant a Herat el 15 d'abril de 1408
El 1413 Xah Rukh va arribar a Mazanderan on fou rebut per diversos líders: Izz al-Din de Hazarjerib, Hasan Kiya de Firuzkuh, Sayyid Ali d'Amol i Sari i els diversos prínceps de Gilan. Planejava una campanya contra Kara Yusuf dels Kara Koyunlu però es va veure obstaculitzat per l'actitud del seu nebot Iskandar, amb el qual va haver de fer la guerra. El hivern del 1413-1414 Xah Rukh el va passar al Mazanderan.
El 1414 Al seu fill Baysunkur li va confiar el govern de les viles de Tus, Mashad, Abiward, Salmakan, Jermakan, Kabuixan, Nasa, Yazer, Astarabad, Xemasan, Kebudjamah, les fortaleses i dependències de Gurgan i tot el Mazanderan.
A la tardor del 1409 Sultan Ali, hereu de Gurgan i Mazanderan, que s'havia sotmés a Xah Rukh però l'havia abandonat a la mort del seu pare Pirak Pasha, sabent que Ulugh Beg estava a Transoxiana, va intentar ocupar Astarabad. Aquesta plaça i tot el Mazanderan i Gurgan havia estat encomanada a Ulugh Beg el qual no obstant havia marxat al cap de poc i finalment havia anat cap a Transoxiana amb el seu pare deixant al seu front al kutwal Abu-l Laith. Sultan Ali es va presentar davant Astarabad; l'exèrcit imperial li va fer front. En la batalla Sultan Ali fou ferit greument i va morir poc després. El seu cap fou enviat a la cort.
El 1503, el príncep local dels afrasiyàbides va donar asil als fugitius aq qoyunlu, derrotats pel safàvida Ismail I, el qual no va poder dominar totalment la regió. Una segona expedició, el 1517, va tenir una mica més d'èxit. Fins al 1569, els safàvides no van establir la seva autoritat en una part del Tabaristan durant deu anys. L'annexió definitiva no es va fer fins al 1596, quan Abbas el Gran va fer valer els seus drets hereditaris (materns) als dominis dels sayyids, i el 1597 i 1598 amb l'annexió de les dues branques baduspànides i la Segona Branca sayyid.
Durant el domini àrab els tahírides del Khorasan i els samànides van intervenir en el país. Després, foren els turcs gaznèvides, els seljúcides i els xas de Coràsmia. Després dels mongols, foren els Il-kans i els timúrides.

## Incorporació a Pèrsia
Abbas el Gran hi va residir de manera preferent i va fer fundar dues viles amb palaus. El 1611/1612 fou fundada Farahabad i el 1612 Ashraf. A la primera d'aquestes va morir Abbas el 1629. Una colònia de 30.000 georgians i armenis que es va intentar implantar no va prosperar pel clima de la zona, però encara hi viuen descendents d'aquests colons. Des d'Abbas I, Mazanderan fou una província diwani (domini de l'estat). Abbas II (1642-1666) va establir les terres de Mazanderan i Gilan com a terres khassa (de la corona). El 1668 Stenka Razin va fer una incursió a la regió. A l'inici del segle xviii, el tsar Pere el Gran aspirava a aquesta zona. Mazanderan i Gilan foren cedides a Rússia el 1723 per Tahmasp II (1722-1732), a canvi d'ajut contra el seu rival Ashraf. Mort Pere el Gran el 1725, l'emperadriu Catalina la Gran va oferir renunciar a aquestes províncies a canvi del reconeixement del domini al Daguestan i Xirvan. Els safàvides van poder rescatar les dues províncies (1735) amb el suport de la tribu de turcmans qajars, dirigida per Fath Ali Khan, que llavors va començar a establir les bases del seu poder, però Mazanderan, Khurasan, Sistan i Kirman foren lliurades a Nadir Shah quan aquest va expulsar els afganesos. El 1744 els qadjars del Mazanderan es van revoltar. Nadir Shah va morir el 1747.
Sota els qadjars, Mazanderan i Gurgan van formar dos governs, sempre lleials a la dinastia. Al segle xix, la ciutat de Sariva entrar en decadència i en canvi van créixer Amol i Barfurush. A mitjan segle xix, els babis eren nombrosos a la zona i Shaykh Tanarsi, lloc proper a Barfurush, fou el centre de la revolta babi de 1848-1849. El 1889-1890 es va construir una curta línia fèrria d'Amol a la costa. El 1920, es va sumar a la revolta comunista de Gilan, que fou reprimida en gran part mercès a la intervenció dels cosacs manats per Rida Khan (després Rida Shah), un natiu del Mazanderan (d'Elasht) que va acabar agafant el poder i sent proclamat xa el desembre de 1925. El país fou declarat terra de la corona (khalisa) i, en la pràctica, domini personal del sobirà (amlak-i shahi). A la caiguda del xa el 1941, les terres foren retornades als antics propietaris i després venudes en petits lots durant la reforma agrària sota el xa Muhammad Reza Pahlevi.

## Població
La taula següent dona les dades, descomptada la província de Golestan, que no es va separar del Mazanderan fins al 1998. La majoria de la població és iranocaucàsica, amb habitants no natius turcmans, armenis, georgians, i àzeris.
| Any             | 1956    | 1966      | 1976      | 1986      | 1996      | 2006      | 2008      |
| --------------- | ------- | --------- | --------- | --------- | --------- | --------- | --------- |
| Població aprox. | 835.000 | 1.250.000 | 1.596.000 | 2.275.000 | 2.602.000 | 2.922.000 | 3.090.000 |

## Subdivisions
Mazanderan està dividida en 15 comtats (shahristan o shahrestan), tots els quals porten el mateix nom que la seva capital excepte un: Savadkooh (Sawudkuh), ja que la ciutat d'aquest nom la formen quatre ciutats molt properes, però la seu del govern només està en una. El mapa adjunt mostra la situació dels comtats:

## Territoris històrics
- Shalus o Čalus: ciutat a l'oest, prop de la frontera de Daylam.
- Tunakanum: regió costanera al límit amb Gilan.
- Al-Salihyya (la Plana): amb Amol, Natil, Shalus, Kala (Kalar), Mila, Tardji (Tudji), Mamtir (Barfurush), Sari (també Sariyya) i Tamisha.
- Al-Djabaliyya (la Muntanya): Rubandj o Ruyandj (probablement Ruyan, a l'oest-sud-oest), Fadusban o Paduspan (a l'est de Sari amb centre a Uram, a la vall del Varfurush), Karin (muntanyes prop de Firrim, al seu torn no lluny de Sari, amb centre a la ciutat de Shahmar).
- Ruyan: entre Tabaristan i Rayy-Qazvín, capital Kadjdja (moderna Kačarustak).
- Rustamdar: inicialment limitat a la vall del Shah Rud, després es va donar el nom a la regió entre Gilan i Amol, incloent-hi per tant Ruyan, nom que va desaparèixer.